# 腊佐赫里纳
腊佐赫里纳（1814年—1868年4月1日），一译拉苏赫琳娜，是马达加斯加伊默里纳王国君主。原为拉達馬二世的王后，1863年其丈夫遇刺身亡后即位为伊默里纳女王，并与首相賴尼沃尼納希特里尼奧尼兄弟进行政治联姻；腊佐赫里纳在位期间，马达加斯加缓和了腊纳瓦洛娜一世期间与西方国家紧张的关系，亦放宽了对基督教的限制。

## 生平
腊佐赫里纳为伊默里纳王子安德里安查馬南德里亞纳之女，原名腊博多:291；1847年，她嫁给伊默里纳女王腊纳瓦洛娜一世之子腊科托，成为太子妃。1861年，腊纳瓦洛娜一世逝世，腊科托继位，史称拉達馬二世，腊佐赫里纳由此成为伊默里纳王后。拉達馬二世試圖緩和其母亲腊纳瓦洛娜的嚴厲政策，加强与英法等国的外交关系；但首相賴尼沃尼納希特里尼奧尼兄弟等貴族及平民組成的聯盟却希望终止君主絕對權力，反对拉達馬二世的政策，并因此在1863年發動政變刺杀了拉達馬二世。
拉達馬二世死後，伊默里纳臣民表示願意接受臘佐赫里納統治，前提是她必須與首相賴尼沃尼納希特里尼奧尼進行政治聯姻，與其分享權力，臘佐赫里納同意此安排并成为新任女王；1864年，腊佐赫里纳又与賴尼沃尼納希特里尼奧尼之弟赖尼莱亚里沃尼发动政变，罢黜了賴尼沃尼納希特里尼奧尼并将他放逐到馬達加斯加高地南方的贝齐寮部落:422，赖尼莱亚里沃尼成为首相并与女王政治联姻:48-54。
在内政上，臘佐赫里納与腊纳瓦洛娜一世一样皆为马达加斯加传统宗教的坚实信徒，但臘佐赫里納对于基督教的传播相对宽容，鲜少迫害基督徒；而在外交上，首相赖尼莱亚里沃尼领导下的马达加斯加政府致力于与法国、英国及美国建立平等的外交关系，并向这些国家派出了使节团；1863年，马达加斯加宣布废除与法国签署的《朗贝尔特许状》及1862年签订的《塔那那利佛条约》，这引起了法国的极大不满，法国拒绝废约；后来，马达加斯加政府为此向后者支付了120万法郎作为赔偿，从而使法国废除了条约。1865年，英国获准向马达加斯加派遣使节，英国人也可以在马岛购置田产；1866年，美国被允许在马岛东海岸的图阿马西纳建立领事馆，两国更于翌年签署了首份商业公约。
腊佐赫里纳在位后期，被废黜的前首相賴尼沃尼納希特里尼奧尼仍然觊觎权力，并多次试图发动政变推翻女王与赖尼莱亚里沃尼，但遭到镇压；1868年4月，腊佐赫里纳病逝于塔那那利佛王宫，葬于马达加斯加王陵:888；首相赖尼莱亚里沃尼决定立她的表妹、同时也是拉達馬二世遗孀之一的腊莫纳（Ramoma）为马达加斯加女王，并让她与自己成婚，史称腊纳瓦洛娜二世:293。